# Vadu Moților
Vadu Moților é uma comuna romena localizada no distrito de Alba, na região histórica da Transilvânia. A comuna possui uma área de 32.14 km² e sua população era de 1514 habitantes segundo o censo de 2007.